# Isthmohyla graceae
Espèce
Synonymes
- Hyla graceae Myers & Duellman, 1982

Statut de conservation UICN

 CR D : 
En danger critique
Isthmohyla graceae est une espèce d'amphibiens de la famille des Hylidae.

## Répartition
Cette espèce est endémique du Panama. Elle se rencontre entre 1 120 et 1 650 m d'altitude sur la cordillère de Talamanca et la serranía de Tabasará sur les deux versants de la ligne de partage des eaux,.

## Étymologie
Elle est nommée en l'honneur de Grace M. Tilger de l'American Museum of Natural History.

## Publication originale
- Myers & Duellman, 1982 : A new species of Hyla from Cerro Colorado, and other tree frog records and geographical notes from western Panama. American Museum Novitates, no 2752, p. 1-32 (texte intégral).